# محمد علي دبوز
محمد علي دبوز مؤرخ جزائري ولد عام 1919، وتوفي في 13 نوفمبر 1981.

## نشأته ودراسته
ولد محمد بن علي بن عيسى دبوز ببريان بولاية غرداية بالجنوب الجزائري في عام 1337 ه/فبراير سنة 1919م، نشأ وترعرع تحت رعاية أبوين اعتنيا به وربياه تربية إسلامية صحيحة فغرسا فيه حب العلم والعلماء والأخلاق الحميدة والروح الدينية والوطنية. فأبوه من أبرز مؤسسي الجمعية الخيرية في بريان سنة 1927.

في سنة 1928 بدأ الدراسة في المدرسة القرآنية عند افتتاحها وهي مدرسة الفتح ، ودرس على الشيخ صالح بن يوسف أبسيس، وفي سنة 1934 توجه إلى القرارة لمواصلة الدراسة فتتلمذ على يدالشيخ إبراهيم بن عمر بيوض، والشيخ عدون وما لبث أن استظهر القرآن الكريم ، ثم في سنة 1935 انخرط في معهد الحياة بالقرارة وكان من أبرز وأنجب تلامذته، وتشهد له مجلة الشباب وتحفظ له الكثير من مقالاته المطوَّلة وفصوله الأدبية الرفيعة ومناظراته ومعاركه الأدبية، خاصة مع الأستاذ علي يحي معمر.

في شهر شعبان من سنة 1944م بعد تخرُّجه من معهد الحياة أرسله والده وأستاذه الشيخ بيوض إلى تونس ليلتحق بجامع الزيتونة ومعهد ابن خلدون ، فدرس فيهما الكثير من الكتب القيِّمة في كثير من الفنون كالأدب والشريعة والفلسفة.
ومن تونس انتقل في شعبان من سنة 1946م إلى مصر برًّا، متنكرا مستخفيا عن الاستعمار وهو لا يحمل جواز سفر في حين كانت نيران الحرب العالمية الثانية مشتعلة، حتى بلغ مصر بعد ستَّة وعشرين يوما سيرا على الأقدام، وبعد دخوله مصر توجَّه إلى كلية الآداب من جامعة القاهرة ورحب به الدكتور عبد الوهاب عزام عميد الجامعة.
وفيها درس على كبار أساتذتها الأدب وتاريخه، والتاريخ الإسلامي والفلسفة، كما انكبَّ على أمَّهات الكتب في دار الكتب المصرية، فدرس كتبا قيمة في الأدب، والتاريخ، وعلم النفس، والتربية والعلوم الاجتماعية، وأصول الفقه وفلسفة التشريع، والفقه والحديث.
وبقي في القاهرة حتى سنة 1948م إذ رجع إلى الجزائر بعد أن نال بغيته من العلم هناك.

## عودته للجزائر
بعد رجوعه من القاهرة إلى الجزائر، اختاره معهد الحياة مدرِّسا فيه لمادتي التاريخ والأدب، ثم أضاف إليهما التربية وعلم النفس، وقد كانتا مجهولتين لا يعرفهما المعهد قبل ذلك وقضي في تربية النشء وتكوين الأجوال ما يقارب ثلث قرن، أي حتى آخر جوان 1981. وقد سعى سعيا حثيثا للتعريف بالمعهد داخل الوطن وخارجه، وكابد من أجل أن تعترف الجامعات المصرية بشهادة المعهد، فتمَّ له ذلك بعد عدَّة محاولات مضنية في شهر جانفي 1963م.
تخرَّجت على يده أفواج من الطلبة والباحثين، مـمَّن كان له شأو كبير في المجالات الفكرية والسياسية، خارج الوطن وداخله، أمثال: الدكتور مُحَمَّد ناصر، والأستاذ بابهون بكير، الدكتور محمَّد ناصر بوحجام.

### الإنتاج الفكري
كتب العديد من المقالات في مجلة البصائر لسان جمعية العلماء المسلمين الجزائريين ، وقد نشر الدكتور محمَّد ناصر نماذج من هذه المقالات في كتابه: «الشيخ محمَّد علي دبوز والمنهج الإسلامي لكتابة التاريخ». كما كانت له مراسلات مع أعضائها ومنهم الأستاذ أحمد توفيق المدني.
إلى جانب ذلك وبالإضافة إلى التدريس فقد عكف على التأليف في التاريخ الجزائري فكانت كتابة تاريخ المغرب الكبير، بأسلوب جديد، وقام لأجل ذلك بجولات عبر الوطن وخارجه لجمع المادَّة الخبرية، من المكتبات العامة والخاصة، ومن أفواه العلماء بصفة خاصَّة.
وفي سنة 1962م – وبعد الاستقلال مباشرة – بدأ في نشر كتبه. ويقول الشيخ دبوز في ذلك:
| محمد علي دبوز | عزمت أن أكتب شيئا في تاريخ المغرب الكبير بأسلوب أدبي وتحليل فلسفي، وببحث علمي نزيه يليق لمطالعة مثقفينا ويكون مرجعا لجامعتنا ومدارسنا ويصفِّي أبواب تاريخ المغرب التي كدَّرتها ودنَّستها أكاذيب السياسة القديمة ودعايات المستعمرين وسمومهم فصارت خطرا على المغرب ومنبعا للسموم التي تكدِّر صفاءه وتفرِّق جماعته وتمكِّن الحسَّاد والدسَّاسين من بثِّ الفرقة والشقاق في مغربنا الحبيب. | محمد علي دبوز |

ويقول المؤلف الشيخ دبوز عن المشاق التي تكبَّدها في ذلك:
| محمد علي دبوز | إنَّ تاريخ الجزائر الحديث سيما ما كتبناه لا يوجد في الكتب فيسهل الإطلاع عليه ولكن في صدور مشائخنا الثقاة الحافظين، وفي الوثائق المخطوطة القديمة، وفي الصحف العربية الجزائرية الأولى التي أصبحت مفقودة لا توجد إلاَّ في الخزائن الخاصة التي يصعب الوصول إليها. لهذا كان الموضوع صعبا، وقد تجشمنا مشاقه وصبرنا فيه، ويسَّر الله لي مشائخي الكرام الحافظين الثقاة، وأصدقائي المخلصين فاستطعت أن أظفر بالمادة التاريخية المطلوبة. | محمد علي دبوز |

## آثاره
- كتاب : تاريخ المغرب الكبير، في ثلاثة أجزاء كبيرة، من العصر الحجري إلى الدول الإسلامية المستقلة في المغرب الكبير، وصف فيه تاريخ المغرب نظيفا من الأكاذيب السياسية.[6]

قال عنه المفكِّر أنور الجندي:
| محمد علي دبوز | تعدُّ موسوعة تاريخ المغرب الكبير من الأعمال الكبيرة الدلالة على قدرة الجزائريين في ميدان الفكر كقدرتهم في ميدان الحرب، حين يقوم مؤرِّخ باحث كالأستاذ دبوز بكتابة أكثر من خمسة آلاف صفحة، مستعرضا فيها تاريخ هذه الأجيال، مراجعا كلَّ ما كتب في هذا الصدد، كاشفا عن عشرات من الحقائق التي شوَّهها المؤرِّخون والكتب… | محمد علي دبوز |

- كتاب : نهضة الجزائر الحديثة وثورتها المباركة، في ثلاثة أجزاء كبيرة.
- كتاب : أعلام الإصلاح في الجزائر من 1921 إلى 1974، في خمسة أجزاء كبيرة.[7]

وله عدة تآليف ومخطوطات تاريخية وأدبية ونقدية وتربوية منها : تاريخ الدولة العثمانية...الخ، وعدة مسرحيات تاريخية واجتماعية، وله مقالات عديدة.

## وفاته
ألمَّ به مرض عضال فأقعده في صيف سنة 1981م، فاعتزل الحياة العامَّة وقضى أيَّاما في المستشفى بالعاصمة، نُقل بعدها إلى مسقط رأسه حيث وافته المنيَّة مساء يوم الجمعة 16 محرم 1402 ه، الموافق ليوم 13 نوفمبر 1981م، بعد حوالي ثلث قرن من العمل المتواصل في ميداني التربية والتأليف.

انتظم له حفل جنائزي رهيب ببريان، يوم السبت 17 محرم 1402 ه، الموافق ليوم 14 نوفمبر 1981م، حضره جمهور من البلدة وضيوف عديدون من مختف الجهات.
وكان لنبا وفاته وقع كبير في ميزاب والجزائر والعالم الإسلامي كلِّه، وبكاه تلاميذه وأصدقاؤه.

## مواضيع ذات صلة
- قائمة أعلام الجزائريين
- المرجعية الدينية الجزائرية